# Oo
Oo is een plaats in Indonesië. Het is gelegen op het eiland Sulawesi in de provincie Midden-Sulawesi. 